# Joseph Bonnel (football)
Pour les articles homonymes, voir Joseph Bonnel et Bonnel.
Joseph Bonnel est un footballeur international puis entraîneur français né le 4 janvier 1939 à Florensac (Hérault) et mort le 13 février 2018 à Pézenas (Hérault). Il joue au poste de milieu offensif voire d'avant-centre de la fin des années 1950 au milieu des années 1970.
Il débute au club du SO Montpellier en 1957 puis joue pendant huit ans à l'US Valenciennes Anzin. Transféré à l'Olympique de Marseille, il remporte avec ce club deux championnats de France et deux coupes de France.
Éphémère entraineur du club marseillais, il termine sa carrière professionnelle à l'AS Béziers comme entraîneur-joueur.
En équipe de France, il est sélectionné à 25 reprises de 1962 à 1969. Il participe avec les « Bleus » à la Coupe du monde 1966.

## Biographie
Joseph Bonnel commence le football à 13 ans, dans son village natal Florensac, avec comme entraineur un ancien professionnel hongrois Otto Glória. Il joue ensuite en Division d'Honneur pour son club sous les ordres d'un ancien champion de France sétois René Franquès tout en continuant ses études au centre d'apprentissage de Pézenas.
Repéré par Hervé Mirouze, l'entraineur du SO Montpellier, il signe à 17 ans dans le club montpelliérain après l'obtention de son CAP. Aux côtés de Van Sam, Edimo et Bourrier, il permet au SOM de rejouer les premiers rôles en seconde division.
Il débute chez les professionnels le 15 août 1957 à Perpignan sur une défaite 0-2 et ne quitte plus l'équipe première.
En début de saison 1959, l'US Valenciennes Anzin propose 550 000 francs (55 millions d'anciens francs d'avant 1960) pour le recrutement de Bonnel et Van Sam. Le club montpelliérain ayant besoin de trésorerie, il cède Bonnel au club nordiste pour le montant record de 320 000 francs (32 millions d'anciens francs d'avant 1960).
À l'US Valenciennes Anzin entrainé par Robert Domergue, il devient le maitre à jouer de l'équipe nordiste occupant avec bonheur les postes de milieu offensif ou d'attaquant de soutien. En 1961, Valenciennes est relégué de première division mais retrouve l'élite dès la saison suivante.
Après sept années dans le club nordiste, il rejoint l'Olympique de Marseille. Il devient alors une pièce maîtresse du club phocéen qu'il conduit vers les sommets remportant la Coupe de France en 1969, le Championnat en 1971 et finalement un doublé Coupe-Championnat en 1972. En 1973, Il est entraîneur de l'OM, mais sans le même succès. Il termine sa carrière comme entraîneur-joueur à l'AS Béziers.
Il rejoint ensuite Aubagne FC en promotion d'honneur B comme entraineur, poste qu'il occupe jusqu'en 1983. En parallèle, il occupe le poste de responsable du service des sports de la mairie jusqu'à sa retraite. Il fête son jubilé le 11 novembre 1997 à Aubagne dans un match opposant ses amis au Variétés club de France.
Après sa retraite, il revient dans son village natal.
Il meurt dans la nuit du 12 au 13 février 2018 à l'âge de 79 ans à l'hôpital de Pézenas.

## Carrière

### En club
Le tableau ci-dessous résume les statistiques en match officiel de Joseph Bonnel durant sa carrière de joueur professionnel,.
| Saison      | Club                   | Pays   | Championnat | Championnat | Championnat | Coupes nationales | Coupes nationales | Coupe d'Europe | Coupe d'Europe | Coupe d'Europe | Sélection | Sélection |
| Saison      | Club                   | Pays   | Division    | Matchs      | Buts        | Matchs            | Buts              | Type           | Matchs         | Buts           | Matchs    | Buts      |
| ----------- | ---------------------- | ------ | ----------- | ----------- | ----------- | ----------------- | ----------------- | -------------- | -------------- | -------------- | --------- | --------- |
| 1957 - 1958 | SO Montpellier         | France | Division 2  | 32          | 14          | 7                 | 5                 | -              | -              | -              | -         | -         |
| 1958 - 1959 | SO Montpellier         | France | Division 2  | 37          | 11          | 2                 | 0                 | -              | -              | -              | -         | -         |
| 1959 - 1960 | SO Montpellier         | France | Division 2  | 9           | 1           | -                 | -                 | -              | -              | -              | -         | -         |
| 1959 - 1960 | US Valenciennes-Anzin  | France | Division 1  | 20          | 1           | 3                 | 1                 | -              | -              | -              | -         | -         |
| 1960 - 1961 | US Valenciennes-Anzin  | France | Division 1  | 14          | 1           | 3                 | 0                 | -              | -              | -              | -         | -         |
| 1961 - 1962 | US Valenciennes-Anzin  | France | Division 2  | 25          | 2           | 5                 | 0                 | -              | -              | -              | -         | -         |
| 1962 - 1963 | US Valenciennes-Anzin  | France | Division 1  | 35          | 2           | 3                 | 1                 | -              | -              | -              | 7         | 0         |
| 1963 - 1964 | US Valenciennes-Anzin  | France | Division 1  | 33          | 6           | 5                 | 0                 | -              | -              | -              | 3         | 0         |
| 1964 - 1965 | US Valenciennes-Anzin  | France | Division 1  | 32          | 8           | 6                 | 2                 | -              | -              | -              | 4         | 0         |
| 1965 - 1966 | US Valenciennes-Anzin  | France | Division 1  | 37          | 11          | 2                 | 1                 | -              | -              | -              | 7         | 1         |
| 1966 - 1967 | US Valenciennes-Anzin  | France | Division 1  | 38          | 11          | 3                 | 2                 | -              | -              | -              | 3         | 0         |
| 1967 - 1968 | Olympique de Marseille | France | Division 1  | 34          | 6           | 1                 | 0                 | -              | -              | -              | -         | -         |
| 1968 - 1969 | Olympique de Marseille | France | Division 1  | 31          | 10          | 9                 | 7                 | C3             | 1              | 0              | 1         | 0         |
| 1969 - 1970 | Olympique de Marseille | France | Division 1  | 31          | 3           | 1                 | 0                 | C2             | 4              | 0              | -         | -         |
| 1970 - 1971 | Olympique de Marseille | France | Division 1  | 37          | 12          | 8                 | 2                 | C3             | 2              | 0              | -         | -         |
| 1971 - 1972 | Olympique de Marseille | France | Division 1  | 30          | 5           | 6                 | 2                 | C1             | 4              | 0              | -         | -         |
| 1972 - 1973 | Olympique de Marseille | France | Division 1  | 31          | 7           | 6                 | 1                 | C1             | 2              | 1              | -         | -         |
| 1973 - 1974 | AS Béziers             | France | Division 2  | 15          | 2           | 4                 | 0                 | -              | -              | -              | -         | -         |
| 1974 - 1975 | AS Béziers             | France | Division 2  | 26          | 9           | 2                 | 1                 | -              | -              | -              | -         | -         |
| 1975 - 1976 | AS Béziers             | France | Division 2  | 28          | 2           | 6                 | 0                 | -              | -              | -              | -         | -         |
| Total       | Total                  | Total  | Total       | 575         | 124         | 82                | 25                | -              | 13             | 1              | 25        | 1         |

## Palmarès
- Équipe de France A : 25 sélections (1 but) de 1962 à 1969. Première sélection le 20 octobre 1962 à Sheffield contre l'Angleterre (match nul 1-1)[8].
- Champion de France en 1971 et en 1972 avec l'Olympique de Marseille.
- Vainqueur de la Coupe de France en 1969 et en 1972 avec l'Olympique de Marseille.

## Distinctions
- Nommé dans la Dream Team des 110 ans de l'Olympique de Marseille en 2010
- Un stade municipal à Aubagne a été nommé Joseph Bonnel, en son hommage.

## Sources
- Paul Hurseau/Jacques Verhaeghe - Les immortels du football nordiste Alan Sutton, Saint-Cyr-sur-Loire, 2003;